# Kumiko Osugi
Kumiko Osugi (大杉久美子, Ōsugi Kumiko) est une artiste japonaise née le 10 juillet 1951 à Tokyo.
Elle est principalement connue pour avoir interprété les génériques d'Attack No.1 en 1969, de Ace wo Nerae! en 1973, puis les débuts des séries de la World Masterpiece Theater de 1974 à 1978, telle que ceux de Flanders no inu (1975), d'Haha wo Tazunete Sanzenri (1976), d'Araiguma Rascal (1977) et de Perrine Monogatari (1978). Elle est aussi connue pour le premier générique d'ouverture (ou opening) de la série Doraemon de 1979.

## Biographie
Elle sort diplômée du lycée Seikagakuen (aujourd'hui le lycée Ichira Nobuhiro, rattaché à l'université de Tokai), à Ichihara.
À 8 ans, elle commence à prendre des cours de chant et rejoint alors un groupe de chant lorsqu'elle est en 7e grade (vers ses 12-13 ans).
C'est à partir de 1964 qu'Osugi commence sa carrière d'artiste de kayōkyoku, à seulement 13 ans. Elle utilise alors comme nom de scène Momoko Shibayama (柴山モモコ) et débute à la Nippon Crown Music (anciennement Crown Records). Elle gagnera la même année un concours de Miss Crown lancé par le label. Elle changera aussi son nom de scène en tant que Runa Tamaki (環ルナ) mais fera peu de succès à la fin des années 1960.
C'est seulement à partir de 1969 qu'elle commence à devenir populaire, avec l'opening d'Attack No.1 (single publié en 1970). Elle commence alors sa carrière d'anison en reprenant son vrai nom. Elle reprendra cependant un nom de scène en 1971-1972, pour des singles de kayokyoku, sous le nom de Yoshiko Sugi (杉美子).
Pendant l'enregistrement de l'opening d'Attack No. 1, le compositeur de celui-ci, Takeo Watanabe, déclarait que "ce n'était pas la bonne voix" pour l'opening. Les deux personnes sont alors sortis s'entraîner sur les escaliers de secours et le compositeur ordonna alors à Osugi de s'entraîner "à voix haute ici". Les paroles ne collèrent pas non plus à la musique. En résultat, l'enregistrement avait pris 2 jours.
Sa carrière d'anison commence à prendre de l'ampleur avec les openings de Jungle Kurobe et d'Ace wo Nerae! en 1973, puis elle fut chargée des principaux génériques (openings, endings, inserts, images) de la série d'animes de la World Masterpiece Theater, de 1974 (avec l'ending, ainsi que les inserts et images d'Heidi) à 1978 (avec l'opening, ending, et les inserts et images de Perrine Monogatari).
Malgré sa performance pour l'opening et l'ending de la série, elle était prévue de jouer le personnage de Teenybit, dans Les lutins de la Forêt (森の陽気な小人たち ベルフィーとリビット, Mori no Youki na Kobito-tachi: Bellfy to Lillabit).
Sa voix est normalement décrite comme belle et douce, mais ses cordes vocales changent après avoir donné naissance à la fin des années 1980.

## Discographie

### Animation[4]
| Date de sortie                             | Anime                                            | Type   | Titres des génériques | Label                                                                 |
| ------------------------------------------ | ------------------------------------------------ | ------ | --- | --------------------------------------------------------------------- |
| Janvier 1970                               | Attack No.1                                      | OP     | Attack No.1 (アタックNo.1) | Toshiba Records (aujourd'hui sous la propriété de la Nippon Columbia) |
| Avril 1973                                 | Jungle Kurobe                                    | OP     | Jungle Kurobe no Uta (ジャングル黒べえの歌) | Nippon Columbia                                                       |
| Avril 1973                                 | Jungle Kurobe                                    | ED     | Uraura Tamtam Bekkanko? (ウラウラ・タムタムベッカンコ?) | Nippon Columbia                                                       |
| Octobre 1973                               | Miracle Shoujo Limit-chan                        | OP     | Shiawase wo Yobu Limit-chan (幸わせを呼ぶリミットちゃん) | Nippon Columbia                                                       |
| Octobre 1973                               | Miracle Shoujo Limit-chan                        | ED     | Senchi na Limit-chan (センチなリミットちゃん) | Nippon Columbia                                                       |
| Novembre/décembre 1973                     | Jeu, set et match !                              | OP     | Ace wo Nerae! (エースをねらえ!) | Toho Records (aujourd'hui sous la propriété de King Records)          |
| Novembre/décembre 1973                     | Jeu, set et match !                              | ED     | Shiroi Tennis Court de (白いテニスコートで) | Toho Records (aujourd'hui sous la propriété de King Records)          |
| Novembre/décembre 1973                     | Jeu, set et match !                              | IN     | Hitoripocchi no Court (ひとりぽっちのコート) | Toho Records (aujourd'hui sous la propriété de King Records)          |
| Février/mai 1974                           | Heidi                                            | ED     | Mattete Goran (まっててごらん) | Nippon Columbia                                                       |
| Février/mai 1974                           | Heidi                                            | IN     | Yuki to Watashi (ユキとわたし) Yuugata no Uta (夕方の歌) Peter to Watashi (ペーターとわたし) | Nippon Columbia                                                       |
| 1974                                       | Ohige no Namazun                                 | OP     | Ohige no Namazun (おひげのナマズン) Ai no Mermaid (愛のマーメイド ) | Toho Records                                                          |
| Février/juin 1975                          | Flanders no Inu                                  | OP ED1 | Yoake no Michi (よあけのみち) | Nippon Columbia                                                       |
| Février/juin 1975                          | Flanders no Inu                                  | ED2    | Dokomademo Arukoune (どこまでもあるこうね) | Nippon Columbia                                                       |
| Février/juin 1975                          | Flanders no Inu                                  | IN     | Mado wo Akete (まどをあけて) Te wo Tsunaide (手をつないで) Aoi Hitomi de (あおいひとみで) Patrasche Boku no Tomodachi (パトラッシュぼくの友達) | Nippon Columbia                                                       |
| Mars 1975                                  | La Petite Sirène                                 | IN     | Akogare (あこがれ) Matteita Hito (待っていた人) | Nippon Columbia                                                       |
| Juin 1975 Mai 1976                         | Le Petit Castor                                  | OP     | 1975 : Don Chuck to Issho ni (ドンチャックといっしょに) 1976 : Sora Ippai no Yume (空いっぱいの夢) | 1975 : Pony Canyon 1976 : King Records                                |
| Juin 1975 Mai 1976                         | Le Petit Castor                                  | ED     | 1975 : Yumemiru Don Chuck (夢みるドンチャック) 1976 : Hoshi no Kawa (星の川) | 1975 : Pony Canyon 1976 : King Records                                |
| Août 1975                                  | Yusha Raideen                                    | IN     | Onnanoko da mono (女の子だもの) | Nippon Columbia                                                       |
| Octobre 1975                               | Sougen no Shoujo Laura                           | OP     | Sougen no Shoujo Laura (草原の少女ローラ) | Nippon Columbia                                                       |
| Octobre 1975                               | Sougen no Shoujo Laura                           | ED     | Laura no Komoriuta (ローラの子守唄) | Nippon Columbia                                                       |
| Octobre 1975                               | Sougen no Shoujo Laura                           | IN     | Watashi no Laura (わたしのローラ) Minna no Laura (みんなのローラ ) | Nippon Columbia                                                       |
| Février/mai 1976                           | Haha wo Tazunete Sanzenri                        | OP     | Sougen no Marco (草原のマルコ) | Nippon Columbia                                                       |
| Février/mai 1976                           | Haha wo Tazunete Sanzenri                        | ED     | Kaasan Ohayou (かあさんおはよう) | Nippon Columbia                                                       |
| Février/mai 1976                           | Haha wo Tazunete Sanzenri                        | IN     | Pic-nic no Uta (ピクニックのうた) Youki na Marco (陽気なマルコ) Peppino Ichiza no Uta (ペッピーノ一座のうた) Kaasan no Komoriuta (かあさんの子守歌 ) | Nippon Columbia                                                       |
| Juin/octobre 1976                          | Pinocchio                                        | OP     | Boku wa Piccolino (ぼくはピコリーノ) | Nippon Columbia                                                       |
| Juin/octobre 1976                          | Pinocchio                                        | ED     | Olive no Kokage (オリーブの木陰) | Nippon Columbia                                                       |
| Juin/octobre 1976                          | Pinocchio                                        | IN     | Gomen ne Ojisan (ごめんねおじいさん) Tanoshiku Ikou yo (たのしくいこうよ ) | Nippon Columbia                                                       |
| Octobre 1976                               | Paul no Miracle Daisakusen                       | OP     | Paul no Bouken (ポールの冒険) | Nippon Columbia                                                       |
| Octobre 1976                               | Paul no Miracle Daisakusen                       | ED     | Occult Hanma no Uta (オカルトハンマーのうた) | Nippon Columbia                                                       |
| Janvier/juin/juillet 1977                  | Araiguma Rascal                                  | OP     | Rock River e (ロックリバーへ) | Nippon Columbia                                                       |
| Janvier/juin/juillet 1977                  | Araiguma Rascal                                  | ED     | Oide Rascal (おいでラスカル) | Nippon Columbia                                                       |
| Janvier/juin/juillet 1977                  | Araiguma Rascal                                  | IN     | Tsuri Biyori (つりびより) Suteki na Canoe (すてきなカヌー) Moeru Youhi (もえるゆうひ) Itazurakko Pou (いたずらっこポー) Ohayou Donny Bruck (おはようドニイブルック) Sayonara wo You Toki ga Kita ne (さよならをゆうときがきたね )                                                            | Nippon Columbia                                                       |
| Février/juin 1977                          | Jetter Mars                                      | ED1    | Shounen Mars (少年マルス) | Nippon Columbia                                                       |
| Février/juin 1977                          | Jetter Mars                                      | ED2    | Oyasumi Mars (おやすみマルス) | Nippon Columbia                                                       |
| Février/juin 1977                          | Jetter Mars                                      | IN     | Kirai! Suki! (キライ!スキ!) Uchuu no Scat (宇宙のスキャット ) | Nippon Columbia                                                       |
| Mars 1977                                  | Hakuchou no Ouji                                 | IN     | Namida to Nen ne (なみだとねんね) | Nippon Columbia                                                       |
| Juin 1977                                  | Bouba                                            | OP     | Ooki na Kuma ni Nattara (おおきなくまになったら) | Nippon Columbia                                                       |
| Juin 1977                                  | Bouba                                            | ED     | Ran to Jacky (ランとジャッキー) | Nippon Columbia                                                       |
| Octobre/décembre 1977                      | Fuusen Shoujo Temple-chan                        | OP     | Bokura wa Tabi no Ongakutai (ぼくらは旅の音楽隊) | Nippon Columbia                                                       |
| Octobre/décembre 1977                      | Fuusen Shoujo Temple-chan                        | ED     | Fuusen Shoujo Temple-chan (風船少女テンプルちゃん) | Nippon Columbia                                                       |
| Octobre/décembre 1977                      | Fuusen Shoujo Temple-chan                        | IN     | Fuusen Shoujo no Uta (風船少女のうた) Chiisana Futari (ちいさなふたり) Temple Band no Uta (テンプルバンドのうた) Watashi wa Temple (わたしはテンプル) Tabi wa Fuusen ni Notte (旅は風船にのって )                                                                                            | Nippon Columbia                                                       |
| Février 1978                               | Perrine Monogatari                               | OP     | Perrine Monogatari (ペリーヌものがたり) | Nippon Columbia                                                       |
| Février 1978                               | Perrine Monogatari                               | ED     | Kimagure Baron (気まぐれバロン) | Nippon Columbia                                                       |
| Février 1978                               | Perrine Monogatari                               | IN     | Shoujo no Yume (少女の夢) Bonjour! (ボンジュール!) Rosalie wa Tomodachi (ロザリーは友だち ) | Nippon Columbia                                                       |
| Mars 1978                                  | Oyayubi Hime                                     | IN     | Yume de Itsudemo (ゆめでいつでも) | Nippon Columbia                                                       |
| Juillet 1978                               | Manga no Kuni                                    | OP     | Oikake Lock (おいかけロック) | Nippon Columbia                                                       |
| Juillet 1978                               | Manga no Kuni                                    | IN     | Doubutsu Kurabe-kko (動物くらべっこ) | Nippon Columbia                                                       |
| Avril/septembre/décembre 1979 Octobre 1981 | Doraemon                                         | OP1    | Doraemon no Uta (ドラえもんのうた) | Nippon Columbia                                                       |
| Avril/septembre/décembre 1979 Octobre 1981 | Doraemon                                         | ED2    | Aoi Sora wa Pocket-sa (青い空はポケットさ) | Nippon Columbia                                                       |
| Avril/septembre/décembre 1979 Octobre 1981 | Doraemon                                         | IN     | I yatsu Nanda yo Doraemon (いいやつなんだよドラえもん) Doraemon no Yume (ドラえもんの夢) Doradora doko ka ni Doraemon (ドラドラどこかにドラえもん) Zou-san no Hitomi wa Naze Aoi? (ゾウさんの瞳はなぜ青い) Doraemon no Komoriuta (ドラえもんの子守唄) Poka Poka Fuwa Fuwa (ぽかぽかふわふわ) | Nippon Columbia                                                       |
| Mai 1979                                   | Dokaben                                          | OP3    | Seishun Fever (Combat March) [青春フィーバー (コンバット・マーチ)] | Nippon Columbia                                                       |
| Mai 1979                                   | Dokaben                                          | ED3    | Taiyou no Ko (太陽の子) | Nippon Columbia                                                       |
| Mai 1979                                   | Coral no Tenken                                  | OP     | 3-Nin no Uta (3人のうた) | Nippon Columbia                                                       |
| Mai 1979                                   | Coral no Tenken                                  | ED     | Yume miru Coral (ゆめみるコラル) | Nippon Columbia                                                       |
| Mai 1979                                   | Kujira no Josephina                              | OP     | Kujira no Josephina (くじらのホセフィーナ) | Nippon Columbia                                                       |
| Mai 1979                                   | Kujira no Josephina                              | ED     | Sayonara Santi (さよならサンティー) | Nippon Columbia                                                       |
| Février 1980                               | Mori no Youki na Kobitotachi: Bellfy to Lillibit | OP     | Mori e Oide yo (森へおいでよ) | Nippon Columbia                                                       |
| Février 1980                               | Mori no Youki na Kobitotachi: Bellfy to Lillibit | ED     | Oyasumi Chuchuna (おやすみチュチュナ) | Nippon Columbia                                                       |
| Avril 1980                                 | Moeru Arthur: Hakuba no Ouji                     | ED     | Tabisurya Tomodachi (旅すりゃ友達) | Nippon Columbia                                                       |
| Janvier 1981                               | Rolling Star le Justicier                        | IN     | Takoro Dancing (タコローダンシング) Kurodako Odori <PART 1> (クロダコ踊り〈PART 1〉) | Nippon Columbia                                                       |
| Octobre 1981                               | Ninja Hattori-kun                                | ED2    | Nee Hattori-kun (ねぇハットリくん) | Nippon Columbia                                                       |
| Novembre 1981                              | Belle et Sébastien                               | IN     | Okaasan no Nioi (おかあさんの匂い ) Jump! Jolie (ジャンプ!ジョリィ) | Nippon Columbia                                                       |
| Avril 1982                                 | Asari-chan                                       | IN     | Asari no Sumu Machi (あさりの住む町 ) | Nippon Columbia                                                       |
| Mai 1983                                   | Meme Iro Iro Yume no Tabi                        | ED     | Chiisai Kawa no Uta (ちいさいかわのうた) | Nippon Columbia                                                       |
| Février 1986                               | Doraemon: Nobita to Tetsujin Heidan              | ED     | Watashi ga Fushigi (わたしが不思議) | Nippon Columbia                                                       |
| Décembre 1986                              | DELPOWER-X: Bakuhatsu Miracle Genki!!            | IN     | Panzer Meffen ~Laura to Susie~ (パンツァー・メッフェン～ローラとスージー～) Ganbare! Manami! (がんばれ!まーなーみー!) | Nippon Columbia                                                       |
| Octobre 1987                               | Le Magicien d'Oz                                 | ED     | Mahou no Crayon (魔法のクレヨン) | Nippon Columbia                                                       |
| Décembre 1993                              | Casshern                                         | ED4    | Kibou Shigosen ~Horizon Blue~ (希望子午線 ~ホライズン・ブルー~) | Nippon Columbia                                                       |

### Albums de compilation
| N° | Nom de l'album | Date de sortie   | Type | Label           |
| -- | --- | ---------------- | ---- | --------------- |
| 1  | Kumiko Osugi: TV Animation no Sekai 大杉久美子 テレビアニメーションの世界                                                             | Mars 1977        | LP   | Nippon Columbia |
| 2  | Kumiko Osugi: Anime Roman no Sekai 大杉久美子 アニメロマンの世界                                                                      | 25 juin 1978     | LP   | Nippon Columbia |
| 3  | Kumiko Osugi: New Hit Best 16 大杉久美子 ニューヒットベスト16                                                                         | 25 décembre 1979 | LP   | Nippon Columbia |
| 4  | Kumiko Osugi: Yoiko no Meisaku Anime Best Hit 16 大杉久美子 よい子の名作アニメベストヒット16                                          | Septembre 1982   | LP   | Nippon Columbia |
| 5  | Anime Fantasy Land: Kumiko Ohsugi アニメファンタジーランド 大杉久美子                                                                 | 21 mai 1999      | CD   | Nippon Columbia |
| 6  | Kumiko Osugi Super Best 大杉久美子 スーパー・ベスト                                                                                   | 20 juillet 2005  | CD   | Nippon Columbia |
| 7  | Kumiko Osugi 40th Anniversary BOX: Kagayaki no Toki~Yasashisa no Uta~ 大杉久美子 40th Anniversary BOX かがやきのとき 〜やさしさの歌〜 | 19 mai 2010      | CD   | Nippon Columbia |
| 8  | Best of Best: Kumiko Osugi スト・オブ・ベスト 大杉久美子                                                                              | 1er avril 2015   | CD   | Nippon Columbia |

### Singles solo (kayōkyoku)
| Date de sortie | Titres (Face A / Face B)                                                                                | Nom utilisé                 | Label                   |
| -------------- | --- | --------------------------- | ----------------------- |
| Juin 1964      | Tokyo-kko (東京っ子) Ashita wa Nichiyoubi (明日は日曜日)                                                | Momoko Shibayama 柴山モモコ | Nippon Crown Music      |
| Janvier 1965   | Shinkazuhiko: Ano musume wa San Ban me (進一彦：あの娘は三番目) Young Young Bolero (ヤングヤングボレロ) | Momoko Shibayama 柴山モモコ | Nippon Crown Music      |
| Février 1965   | Musume no Endan (娘の縁談) Takaishi Katsu-eda: Toshigoro (高石かつ枝：としごろ)                         | Momoko Shibayama 柴山モモコ | Nippon Crown Music      |
| Juillet 1968   | Buu Gal: Town Ginza (ブーガルー・タウン銀座) Moero Buu Gal (燃えろブーガルー)                           | Runa Tamaki 環ルナ          | Nippon Crown Music      |
| Novembre 1968  | Hitoribocchi no Yuuhi (ひとりぼっちの夕陽) Shiawase ni Naki tai (幸福に泣きたい)                        | Runa Tamaki 環ルナ          | Nippon Crown Music      |
| Octobre 1971   | Pocket ni Ringo (ポケットにりんご) Yoso Mishita ai (よそみした愛)                                       | Yoshiko Sugi 杉美子         | Denon (Nippon Columbia) |
| Mai 1972       | Tokimeki (ときめき) Shiawase no Shousoku (しあわせの消息)                                               | Yoshiko Sugi 杉美子         | Denon (Nippon Columbia) |

### Albums de compilation
- Momoko Shibayama (Runa Tamaki, Yoshiko Sugi): Early Years Anthology 1964-1972 - sorti le 18 février 2015 sur DiskUnion

1. 1 2  (en) Onsiri Pravattiyagul, « No swan song just yet: Kumiko Osugi, the 'Queen of Anisong', reveals why Doraemon will always have a special place in her heart », sur bangkokpost.com, 5 septembre 2013 (consulté le 6 décembre 2020)
2. ↑  (ja) « 40周年記念BOX発売記念! スペシャル・インタビュー＜第1回＞を掲載しました!! | 大杉久美子 | 日本コロムビアオフィシャルサイト », sur 日本コロムビア公式サイト (consulté le 6 décembre 2020)
3. ↑  Extrait du livret de paroles du CD-BOX du 40e anniversaire de Kumiko Osugi "Kirameki no Toki: Kindness no Uta".
4. ↑  (en) « Kumiko Osugi - VGMdb », sur vgmdb.net (consulté le 6 décembre 2020)